# 义福
义福（658年～736年），潞州铜鞮（今山西长治）人，唐朝佛教禅宗高僧。
其早年参访福先寺杜朏，32岁受具足戒。后拜师神秀，住蓝田化感寺，足不出寺。后迁长安慈恩寺、福先寺、南龙兴寺。唐开元二十四年圆寂，敕赐大智禅师。